# Улица Жуковского (Москва)
У́лица Жуко́вского — улица в центре Москвы в Басманном районе между Большим Харитоньевским переулком и улицей Макаренко.

## Происхождение названия
Современное название дано в 1936 году в связи с 15-летием со дня смерти основателя отечественной гидро- и аэродинамики Н. Е. Жуковского (1847—1921), жившего на этой улице. Прежнее её название — Мыльников переулок — происходит от фамилии домовладельца. На планах Москвы 1850—1870-х годов обозначен как Кривой переулок.

## Описание
Улица Жуковского берёт начало от Большого Харитоньевского переулка и проходит на юго-восток параллельно улице Чаплыгина (слева) и Чистопрудному бульвару (справа) до улицы Макаренко.

## Здания и сооружения
По нечётной стороне:
- № 5 — Доходный дом (1911, архитектор М. Е. Приёмышев)
- № 7 — Доходный дом Р. Г. Кравец, В. В. Варпаховского (1911, архитектор Г. А. Гельрих)
- № 9 — Доходный дом Н. А. Быковой (1910, арх. И. Г. Кондратенко)
- № 11 — Доходный дом (1893, арх. И. Г. Кондратенко)
- № 19 — жилой дом. Здесь жила актриса Елена Тяпкина[1]. В рамках гражданской инициативы «Последний адрес» на доме установлен мемориальный знак с именем инженера Николая Ивановича Задорина[2], расстрелянного органами НКВД 15 декабря 1937 года[3].

По чётной стороне:
- № 2 — Доходный дом бесплатной лечебницы военных врачей для бедных всякого звания (1912—1913, арх. Р. И. Клейн)
- № 4 — школа № 310, начальные классы.
- № 4, стр. 3 — жилой дом (1917). В рамках гражданской инициативы «Последний адрес» на доме установлен мемориальный знак с именем рабочего Рудольфа-Германа Петровича Берзина[4], расстрелянного органами НКВД 3 февраля 1938 года[5].
- № 8/2 — Гитарный колледж; Дом, в котором с 1904 года до последних лет жил Н. Е. Жуковский[6].
- № 10 — особняк Гиршмана (1897, архитектор С. С. Эйбушиц)[7], ныне — Посольство Египта, бюро культуры.
- № 16/5 — Училище И. И. Фидлера (1898, архитектор С. С. Эйбушиц)[7]